# Camuñas
Camuñas település Spanyolországban, Toledo tartományban. Camuñas Madridejos, Villafranca de los Caballeros, Herencia, Puerto Lápice és Villarrubia de los Ojos községekkel határos. Lakosainak száma 1767 fő (2024).

## Népesség
A település népessége az utóbbi években az alábbiak szerint változott:
| Lakosok száma | 1731 | 1788 | 1839 | 1948 | 1886 | 1841 | 1779 | 1726 | 1742 | 1767 |
|               | 2001 | 2004 | 2007 | 2009 | 2012 | 2014 | 2017 | 2019 | 2022 | 2024 |